# باشگاه فوتبال پتروجت
باشگاه فوتبال پتروجت (عربی مصری: نادى بتروجيت الرياضى) یک باشگاه فوتبال در مصر است که در لیگ برتر فوتبال مصر بازی می‌کند. این باشگاه فوتبال در سال ۲۰۰۰ تأسیس شد و به بارسلونای مصر شهرت دارد.